# Monumento a Vittorio Emanuele II (Torino)

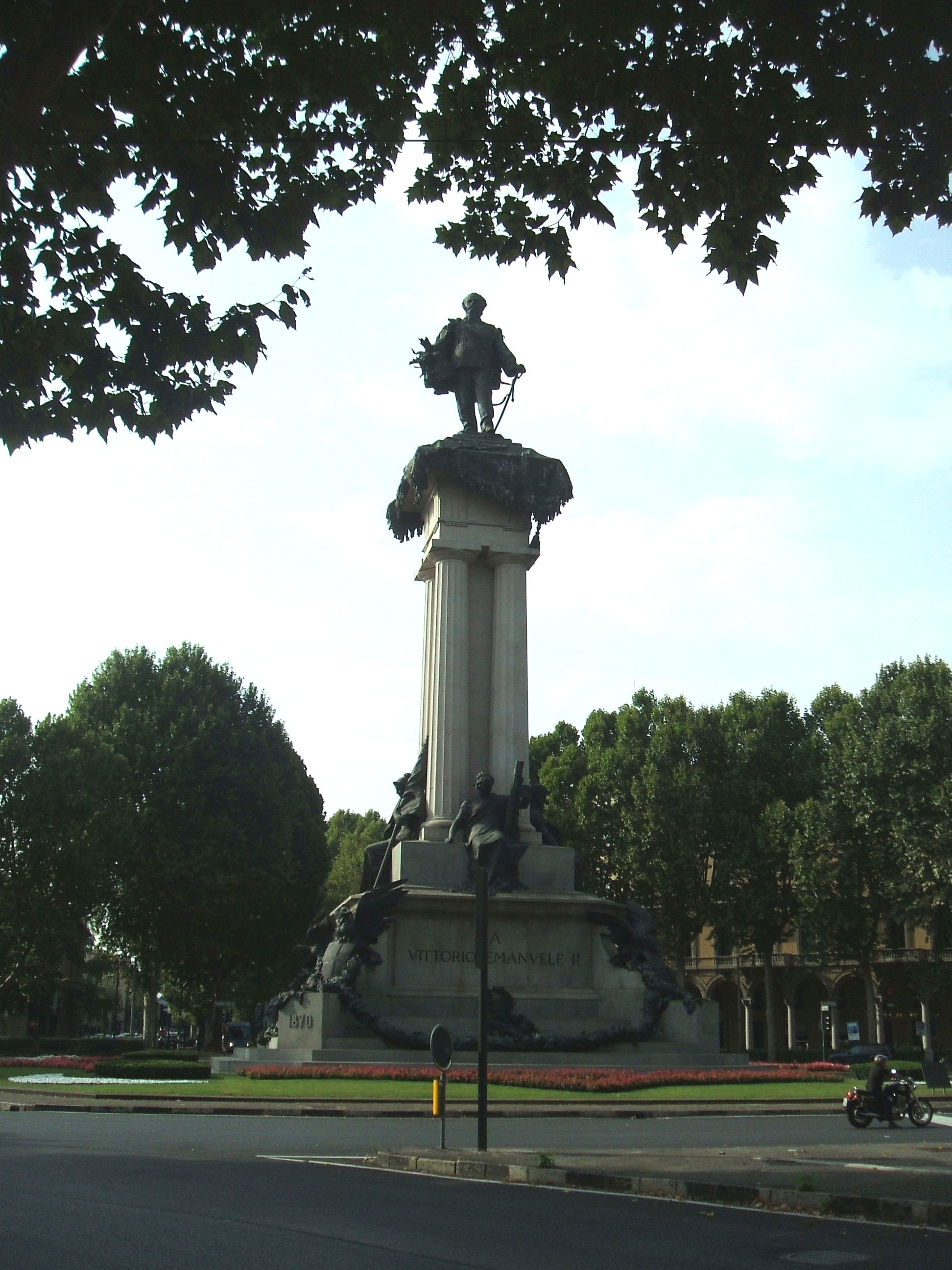
Il monumento visto da corso Vittorio

Il monumento a Vittorio Emanuele II si trova a Torino, nel largo omonimo, all'incrocio tra corso Vittorio Emanuele II e corso Galileo Ferraris.
È dedicato a Vittorio Emanuele II, primo re d'Italia. 

## Storia
Fu voluto dal figlio, re Umberto I, e da lui pagato a proprie spese. Il monumento, in bronzo e granito, è opera dell'architetto Pietro Costa. Fu eretto tra il 1882 ed il 1899, tra molte difficoltà, contrasti e polemiche con il municipio di Torino.
Venne inaugurato il 9 settembre 1899, a vent'anni dalla morte del re. Grandi furono i festeggiamenti per cui il giorno dell'inaugurazione corso Vittorio Emanuele II e via Roma furono illuminati a festa.

## Descrizione
La statua del re s'innalza maestosa su alte colonne doriche. Nei gruppi scultorei collocati alla base del monumento sono rappresentati: l'Unità, la Fratellanza, il Lavoro e la Libertà. Il monumento raggiunge la considerevole altezza di 39 metri.
Per la sua altezza viene popolarmente chiamato "il Re sui tetti" oppure, dai torinesi, "Barba Vigiu".
Il monumento volge le spalle a occidente, ovvero in direzione della Francia, come sprezzo a causa dei vari contrasti e dei faticosi compromessi politici che i Savoia dovettero contrarre col Paese d'oltralpe, per ottenere l'indipendenza del Regno d'Italia.